# Dassault Étendard IV
El Dassault Étendard IV («estandarte» en francés) fue un cazabombardero monomotor a reacción fabricado por la compañía francesa Dassault Aviation durante finales de los años 1950 y principios de los años 1960, que operó únicamente en la Aviación Naval Francesa como avión embarcado entre los años 1962 y 2000. Existieron dos versiones del avión, el Étendard IVM que era la versión estándar de caza embarcado (69 unidades construidas), y el Étendard IVP de reconocimiento aéreo (21 unidades).

## Diseño y desarrollo

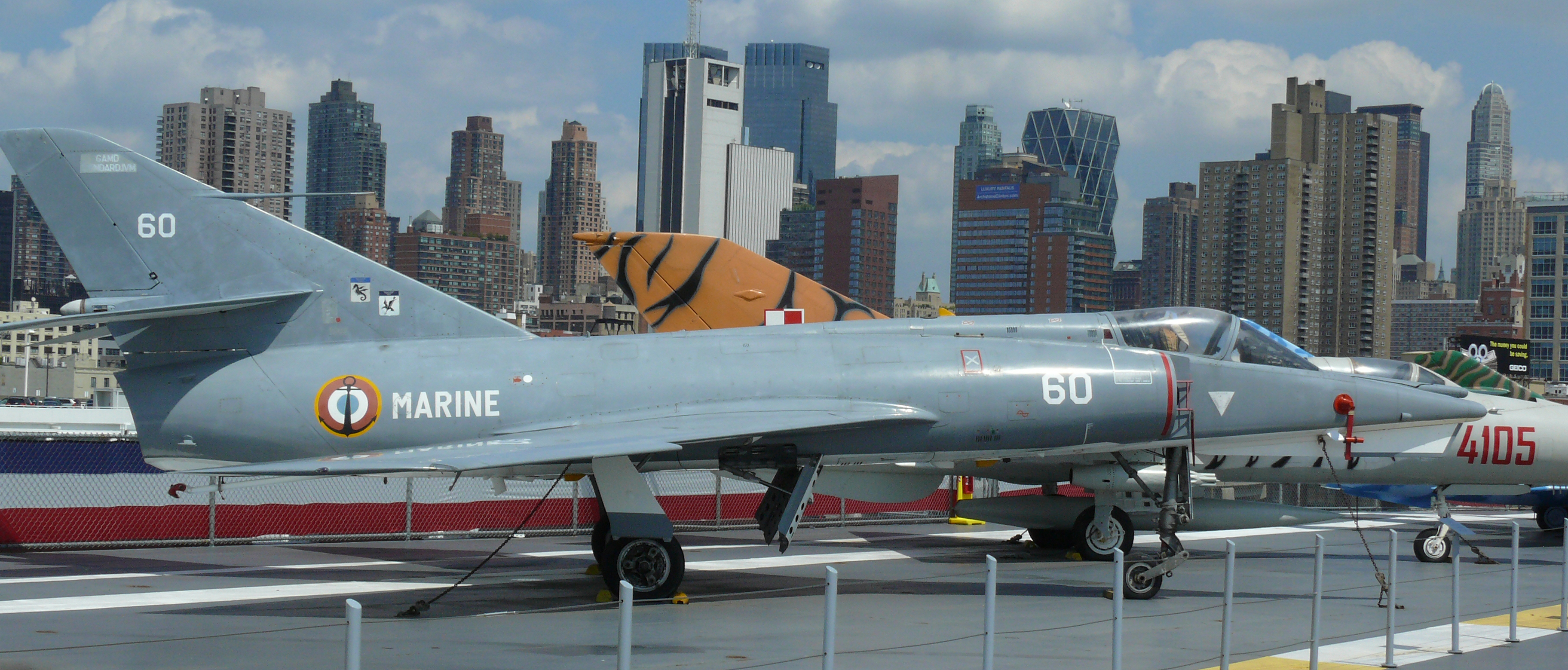
Dassault Étendard IV expuesto en el Intrepid Sea-Air-Space Museum de Nueva York (Estados Unidos).

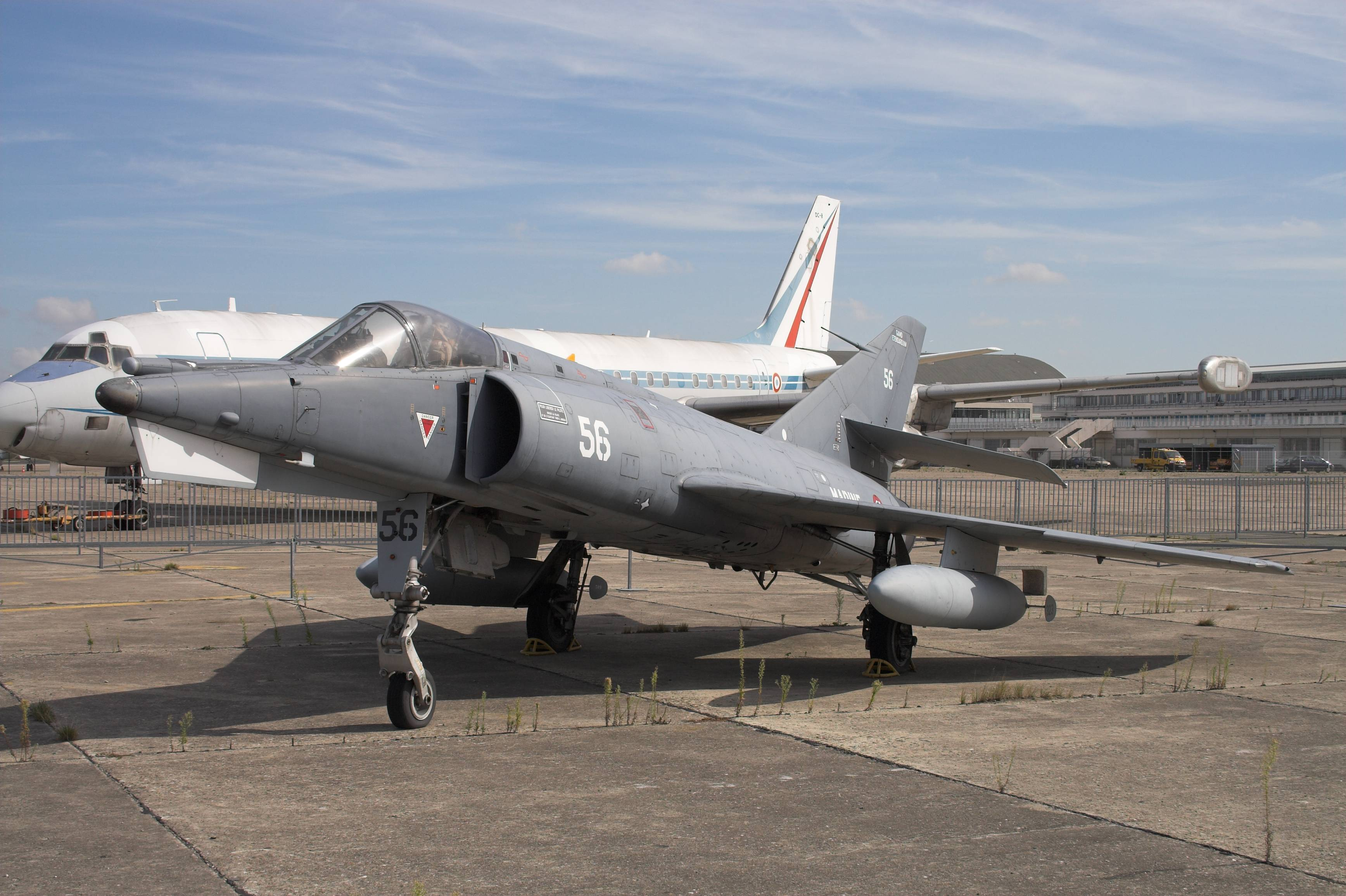
Dassault Étendard IVM expuesto en el Museo del Aire y del Espacio, ubicado en Le Bourget (Francia).

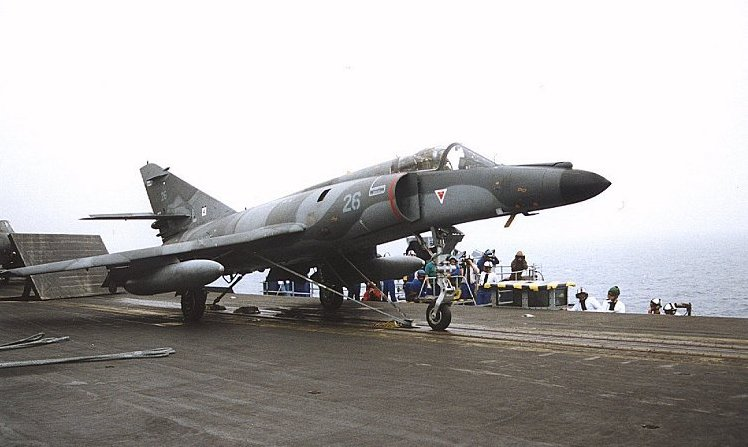
Dassault-Breguet Super Étendard, evolución del Étendard IV que le reemplazó como avión embarcado en la Aviación Naval Francesa.

La historia del Étendard IV comienza a principios de los años 1950 con un requerimiento por parte del Ejército del Aire Francés de un caza ligero, cuyo prototipo recibió la denominación Étendard II.
Tiempo después, en abril de 1954 la Organización del Tratado del Atlántico Norte (OTAN) puso en marcha un programa llamado LWTSF (acrónimo en inglés de Light Weight Tactical Strike Fighter, «Caza de Ataque Táctico de Peso Ligero») a través del cual pretendía proporcionar un caza multipropósito estándar que armara a las distintas fuerzas aéreas de los países miembros, teniendo que equipar el avión en cuestión el motor Bristol Orpheus, cuyo desarrollo había sido apoyado por la propia OTAN. La compañía francesa Dassault comenzó a desarrollar dos diseños, el Mystère XXIV equipado con un motor SNECMA Atar 101 y el Mystère XXVI con motor Bristol Orpheus 3, y que fueron redesignados Étendard IV y Étendard VI respectivamente, y que no eran más que dos Étendard II de mayor tamaño y monorreactores, siendo el VI el que se presentaría para el programa de la OTAN, y el IV un trabajo por cuenta de la compañía francesa.
El prototipo del Étendard IV realizó su primer vuelo el 24 de julio de 1956, justo un día después del Étendard II. Las pruebas realizadas demostraron que el avión tenía buenas cualidades, y en un combate aéreo simulado el Étendard IV logró derribar un Mystère IV, que en ese momento era el caza principal del Ejército del Aire Francés.
Sin embargo, la OTAN rechazó el Étendard IV debido a su motor, por lo que únicamente selecciona al Étendard VI, aunque finalmente sale derrotado frente al italiano Fiat G.91. Esta decisión decepcionó al Ejército del Aire Francés, motivo por el cual decidió dedicarse exclusivamente al futuro Mirage III y abandonar el proyecto del Étendard IV. A pesar de eso, la Marina Nacional Francesa si mostró interés por el avión, pero tenía que ser una versión embarcada capaz de operar en portaaviones, ordenando una serie preliminar de cinco aviones en mayo de 1957, con capacidad para ser reabastecidos en vuelo.
El Étendard IV se convierte en el Étendard IVM después de algunas modificaciones, como la mejora de los dispositivos de elevación, el fortalecimiento de la estructura, el dispositivo para reabastecimiento en vuelo, la expansión del frontal del avión para dar cabida al radar y alas plegables, realizando su primer vuelo el 21 de mayo de 1958. Tiempo después se realizó otro prototipo para realizar misiones de reconocimiento aéreo que disponía de un frontal modificado para dar cabida a tres cámaras de reconocimiento, que pasó a denominarse Étendard IVP, y que realizó su primer vuelo el 19 de noviembre de 1960.
Las primeras pruebas en catapultas similares a las de los portaaviones se realizaron en el centro de pruebas de la Marina Real Británica en 1960, comenzando a finales de ese mismo año las pruebas en el portaaviones francés Clemenceau (R 98). Finalmente Dassault recibió un pedido de 69 aviones de combate Étendard IVM y 21 de reconocimiento aéreo Étendard IVP, que entraron en servicio por primera vez el 26 de julio de 1961, comenzando a ser desplegados en los portaaviones de la Clase Clemenceau en 1962, y siendo entregado el último de los 90 ejemplares encargados por la Aviación Naval Francesa el día 26 de mayo de 1965.
El rendimiento del Étendard IV nunca fue espectacular a baja velocidad y altitud, pudiendo alcanzar Mach 1,4 a 11.000 metros, y Mach 0,97 a baja altura. En los años 1970 la Marina Nacional Francesa comenzó a buscar un sustituto para el avión, que inicialmente estaba previsto que fuera la versión navalizada del SEPECAT Jaguar o Jaguar M, pero debido a diversos problemas políticos que surgieron entre los socios del programa (ingleses y franceses), el proyecto finalmente se canceló, y ahí fue cuando Dassault Aviation ofreció una versión mejorada del Étendard IV, que fue llamado Dassault-Breguet Super Étendard.
Años después el Étendard IVM comenzó a ser sustituido por el Super Étendard, retirándose el último de ellos en julio de 1991, después de realizar un total de 180.000 horas de vuelo y 25.300 aterrizajes en portaaviones, mientras que la versión Étendard IVP permaneció operativa hasta el año 2000, realizando 200.000 horas de vuelo en total.

## Variantes
Étendard IV
Prototipo de la versión terrestre. Una unidad construida.
Étendard IVB
Prototipo equipado con el motor SNECMA Atar 51.
Étendard IVM
Cazabombardero monoplaza de la Aviación Naval Francesa. Se construyeron seis prototipos y 69 aviones de serie.
Étendard IVP
Versión de reconocimiento monoplaza de la Aviación Naval Francesa. Se construyó un prototipo y 21 aviones de serie.
Étendard IVPM
Cuatro aviones Étendard IVM convertidos a la versión Étendard IVP a finales de los años 1970.

## Operadores
Francia
- Aviación Naval Francesa: operó los 90 Étendard IV construidos (69 Étendard IVM y 21 Étendard IVP).

## Especificaciones

### Características generales
- Tripulación: 1 piloto
- Longitud: 14,40 m
- Envergadura: 9,60 m
- Altura: 3,79 m
- Superficie alar: 29 m²
- Peso vacío: 5.900 kg
- Peso cargado: 8.170 kg
- Peso máximo al despegue: 10.200 kg
- Planta motriz: 1× turborreactor SNECMA Atar 8B.
  - Empuje normal: 43,16 kN 9.703 lbf de empuje.

### Rendimiento
- Velocidad máxima operativa (Vno): 1.099 km/h 683 mph
- Radio de acción: 3.300 km 2.100 mi
- Techo de vuelo: 15.500 m 50.900 pies
- Régimen de ascenso: 100 m/s 19.700 pies/min
- Carga alar: 282 kg/m² 57 lb/ft²
- Empuje/peso: 0,54

### Armamento
- Armas de proyectiles: 2 cañones DEFA 552 de 30 mm, con 150 proyectiles cada uno
- Bombas: 1.360 kg en cuatro anclajes externos
- Cohetes: 2 lanzacohetes Matra con 18 cohete SNEB de 68 mm

### Desarrollos relacionados
- Dassault Étendard II
- Dassault Étendard VI
- Dassault-Breguet Super Étendard

### Aeronaves similares
- Douglas A-4 Skyhawk
- LTV A-7 Corsair II
- Republic F-105 Thunderchief
- Northrop F-5 Freedom Fighter
- Vought F7U Cutlass
- de Havilland DH.100 Vampire
- SEPECAT Jaguar
- Breguet Taon
- Fiat G.91
- Nanchang Q-5